# Viöl
Viöl (frisó septentrional Fjåål, danès Fjolde) és una municipi del districte de Nordfriesland, dins l'Amt Viöl, a l'estat alemany de Slesvig-Holstein. És a 14 kilòmetres de Husum i a 30 al sud-oest de Flensburg. És regat pel riu Arlau.
El terme municipal de Viöl s'estén a l'àrea natural de Bredstedt-Husumer Geest (unitat principal núm. 691) al nord-est de la ciutat designada del districte de Frisia del Nord al curs superior del riu Arlau i de l'afluent orogràfic esquerre Imme.
A final del segle xix encara s'hi parlava una varietat de jutlandès meridional. L'últim parlant d'aquest dialecte, el fjoldemål, va morir en la dècada de 1930. Avui en dia, encara és el dialecte parlat a les comunitats frontereres entre Flensburg i Niebüll.

## Història
El lloc Viöl va ser documentat per primera vegada al voltant de 1389 i es remunta a l'antic Danès Fialdæ (Mdän. Fjåld ), del qual l'antic danès. -ja- es va convertir en -jå- i -jo- en danès Viöl i més tard es va adoptar a l'alemany com a Viol . A més, el /o/ abans d'una /l/ es va deixar caure en baix alemany al segle XVI. Al segle XVI va ser arrodonit (neerlandès: Fjöl, nou alemany: Viöl), però no en frisó septentrional (nord francès: Fjåål). El topònim és semblant al topònim Fjeld a Djursland, que és un nom de bosc. El significat és marca exterior, camp no cultivat (cf. nòrdic antic fjall per terra alta, muntanya) i com a tal relacionat amb l'alemany. Camp. El nom pot referir-se no només al lloc sinó també a la regió amb referència a noms similars a la zona (com Ostenfeld)
El topònim Eckstock (Egstok) es va documentar per primera vegada l'any 1483 i significa estoc de roure, pal de roure, tronc de roure (soca del ventre del roure) en danès. eg i ndt per al roure. Hoxtrup va ser esmentat el 1483 i significa poble de *Hok (aquest últim una forma secundària de hokki, -trup de thorp danès antic i dorp de l'alemany mitjà per poble, assentament). Kragelund es va fundar al segle XV. Segle com Kraalund i es remunta al danès. krage per corb (cf. nòrdic antic kráka) i lund per bosquet, bosc en el significat de crow grove o crow grove.
A les eleccions del Reichstag de 1933, Viöl va tenir el resultat més alt per al NSDAP de tots els municipis del Reich alemany amb un 93,1 per cent.
La parròquia de Viöl formava part de la Nordergoesharde, que va ser administrada per l'Amt Flensburg fins al 1785, després per l'Amt Bredstedt. Després de la fundació de la província prusiana de Schleswig-Holstein el 1866, l'àrea de la parròquia de Viöl es va convertir en un municipi parroquial . Comprèn els setze pobles de Behrendorf, Bondelum, Boxlund, Brook, Eckstock, Haselund, Hoxtrup, Kragelund, Kollund, Löwenstedt, Norstedt, Ostenau, Pobüll, Sollwitt, Spinkebüll i Viöl. L'1 d'abril de 1934 es va dissoldre la comunitat parroquial i els seus pobles, inclòs Viöl, es van convertir en municipis. L'1 de desembre de 1934, Viöl es va fusionar amb les comunitats veïnes de Boxlund i Eckstock per formar la nova comunitat de Viöl.
En els anys posteriors al final de la Segona Guerra Mundial, la ciutat va créixer principalment a causa de l'afluència de persones desplaçades, i el canvi estructural de l'abandonament de l'agricultura va canviar el seu caràcter.
L'1 de juliol de 1976 s'hi van incorporar els llavors municipis independents de Hochviöl i Hoxtrup.